# 馬科斯·略倫特
馬科斯·略倫特·莫雷諾（西班牙語：Marcos Llorente Moreno，1995年1月30日—），是一名西班牙足球員，司職中场和右後衛。现效力于西甲俱樂部马德里竞技。代表西班牙国家足球队参加国际比赛。

## 俱樂部生涯

### 早年經歷
13歲之前，略倫特同時從事著足球和籃球兩項運動。2008年，略倫特加入皇家馬德里青訓。2014年7月，略倫特被齐内丁·齐达内提拔入皇家馬德里B隊。8月24日，略倫特在皇家馬德里B隊對陣馬德里競技B隊的比賽中完成了B隊處子秀。

### 皇家馬德里
2015年10月17日，略倫特在皇家馬德里對陣萊萬特時完成了西甲聯賽處子秀。
2016年8月，略倫特被租借至西甲聯賽球隊阿拉維斯一個賽季。
2018年12月23日，在國際足聯俱樂部世界杯決賽中，略倫特在第60分鐘遠射得分，幫助皇家馬德里4-1戰勝阿爾艾因奪冠。賽後，略倫特當選決賽最佳球員。
2019年2月1日，在2018-19賽季國王杯1/4決賽第2回合比賽中，略倫特遠射破門，幫助皇家馬德里客場3-1擊敗赫罗纳。

### 馬德里競技
2019年6月20日，略倫特從皇家馬德里轉會至馬德里競技。
2020年2月15日，在西甲聯賽聯賽第24輪比賽中，馬德里競技客場2-2戰平瓦倫西亞。略倫特在上半場比賽破門，打入了加盟球隊以來的首粒進球，同時也是個人生涯西甲聯賽處子球。3月11日，在2019-2020賽季歐冠聯賽1/8決賽次回合加時賽中，略倫特貢獻2射1傳，最終幫助馬德里競技3-2逆轉戰勝利物浦，晉級八強。6月17日，在西甲聯賽第29輪比賽中，替補出場的略倫特在9分鐘內完成1射兩傳，幫助馬德里競技客場5-0戰勝奧薩蘇納。
2020年7月17日，在西甲聯賽第37輪馬德里競技客場挑戰赫塔費的比賽中，略倫特在下半場打進一球，幫助球隊2-0戰勝對手。
2020年9月27日，在西甲聯賽聯賽第3輪馬德里競技主場迎戰格拉納達的比賽中，略倫特在下半場比賽破門，幫助球隊6-1擊敗對手。10月27日，在2020-2021賽季歐冠聯賽小組賽第2輪比賽中，馬德里競技主場3-2險勝薩爾斯堡紅牛，略倫特在第29分鐘打入一球。12月22日，在西甲聯賽聯賽第15輪，馬德里競技客場對陣皇家社會的比賽中，略倫特在下半場比賽推射進球，幫助馬德里競技2-0戰勝皇家社會。

## 國家隊生涯
2017年，略倫特首次亮相西班牙21歲以下國家足球隊並隨國家隊奪得U21歐洲錦標賽亞軍。
2020年11月6日，略倫特入選西班牙國家足球隊大名單。11月12日，在西班牙對陣荷蘭的友誼賽中，略倫特於第72分鐘替換塞爾希奧·卡納萊斯出場，完成國家隊首秀。

## 比賽風格
略倫特的訓練態度和耐心受到教練迭戈·西蒙尼和阿根廷名宿豪爾赫·巴爾達諾的稱讚。這也反映在略倫特的比賽風格上，他擁有最出色的體能和體格，能夠整場來回長途奔跑，並且具有不錯的搶球能力，這讓他能在中場或邊路任何位置發揮作用。

## 個人生活
略倫特的舅祖父是皇家马德里榮譽主席亨托，他的父親法蘭西斯科和外祖父拉蒙·格羅索都曾效力皇家马德里。
2023年6月30日，略倫特與長期伴侶帕特里夏·諾阿爾貝在馬略卡島完婚。

## 生涯統計

### 國家隊
最後更新：2024年6月5日
| 國家隊 | 年份 | 上場 | 進球 |
| ------ | ---- | ---- | ---- |
| 西班牙 | 2020 | 1    | 0    |
| 西班牙 | 2021 | 11   | 0    |
| 西班牙 | 2022 | 6    | 0    |
| 西班牙 | 2024 | 1    | 0    |
| 合計   | 合計 | 19   | 0    |

## 榮譽

### 球會
皇家马德里
- 欧洲冠军联赛冠軍：2017–18賽季
- 歐洲超級盃冠軍：2017年
- 国际足联俱乐部世界杯冠軍：2017、2018年

 馬德里競技
- 西班牙足球甲级联赛冠軍：2020–21賽季[15]

## 外部連結
- Soccerway資料庫：馬科斯·略倫特